# Юта фон Насау-Диленбург
Юта фон Насау-Диленбург (на немски: Jutta von Nassau-Dillenburg; † 2 август 1424) е графиня от Насау-Диленбург и чрез женитба графиня на Епенщайн-Мюнценберг.

## Произход
Тя е дъщеря на граф Адолф фон Насау-Диленбург (1362 – 1420) и първата му съпруга Юта фон Диц (1368 – 1397), дъщеря на граф Герхард V фон Диц († 1388) и Гертруд фон Вестербург († 1397).

## Фамилия
Юта се омъжва през 1401 г. за граф Готфрид VII фон Епенщайн-Мюнценберг (* ок. 1375; † 28 февруари 1437), син на Еберхард I († 1391), господар на Епенщайн, и третата му съпруга Луитгард фон Фалкенщайн († 1391), наследничка на господствата Кьонигщайн и Мюнценберг. Резидират в замък Епщайн. Те имат децата:
- Адолф фон Епщайн (* ок. 1400; † 1433/1434), епископ на Шпайер (1430 – 1433/34)
- Готфрид VIII фон Епщайн-Мюнценберг (* ок. 1440), граф на Епенщайн и господар на Мюнценберг, женен I. за Маргарета фон Ханау (1411 – 1441); II. за Агнес фон Рункел
- Еберхард (* ок. 1427)
- Йоханес (* ок. 1417; † 29 май 1474)
- Лукарда († 14 август 1452), омъжена за Фридрих I рейнграф фон Щайн вилдграф фон Даун (* ок. 1383; † 21 март 1447)
- Юта, омъжена за Герлах II фон Изенбург, господар на Изенбург-Гренцау († 6 май 1488)
- Вернер († 20 юли 1462)